# Eristalis transversa
Eristalis transversa là một loài ruồi trong họ Ruồi giả ong (Syrphidae). Loài này được Wiedemann mô tả khoa học đầu tiên năm 1830. Eristalis transversa phân bố ở miền Tân bắc